# Украинский левкой
Украи́нский левко́й (укр. Український левкой, англ. Ukrainian Levkoy, ULV) — порода голой вислоухой кошки. 
Украинский левкой относится к среднему типу, близкому к лёгкому. Левкои грациозные, длинноногие и гибкие.
Особенности внешнего вида породы: голова более плоская и угловатая, тело вытянутое, грудная клетка овальная, излишняя складчатость кожи, но не такая обильная, как у дончаков.
В левкоях заложены крови дончаков облегчённого и удлинённого формата, ориенталов (через петерболдов).
Для получения вислоухости единожды влита кровь шотландской вислоухой кошки, но опосредованно, через непородного сына — метиса от породистого фолда, нестандартного, длинного и длиннолапого, более длинноголового вислоухого беспородного кота. Коты украинских левкоев крупнее кошек — хорошо выражен половой диморфизм.
В 2004 году украинский левкой признан Международной ассоциацией любителей кошек Rolandus Union International (МАЛК RUI). 

## История
Работа по созданию породы была начата в 2000 году. Эскизы внешнего вида кошки, определение породы и выбор генотипов, отражающих фенотип, выполнила фелинолог Бирюкова Елена Всеволодовна. Первый зарегистрированный племенной комиссией ICFA RUI кот породы по кличке «Levkoy Primero» родился 21 января 2004 года.

## Генетика
Для закладки первой кровной линии кошек породы Украинский левкой были привлечены Скоттиш фолд (вислоухий) (доминантный природный мутантный ген вислоухости Fd, ответственный за загиб ушей) и Донской сфинкс (голый) (доминантный природный мутантный ген бесшёрстности Hrbd, ответственный за бесшёрстность). Разведение Украинских левкоев проводится только в гетерозиготном варианте по доминантному гену вислоухости. В паре родителей только один из них может быть вислоухим.

## Отличия
При сравнивании пород «Украинский левкой» (ULV), «Донской сфинкс» (DSX) и «Петербургский сфинкс» (РТВ) наблюдаются большое количество отличий, из которых можно выделить следующие:
Тело
- ULV — от среднего до длинного, мускулистое, грудь неширокая, овальная. Линия спины слегка выгнутая.
- DSX — среднего размера, крепкое, мускулистое. Корпус средней длины, спина прямая, широкая грудь. Круп шире плеч.
- РТВ — растянутое и гибкое. Шея длинная и стройная. Грудная клетка и плечи не шире бедер.

Конечности
- ULV — достаточно длинные и крепкие.
- DSX — средней длины, мускулистые.
- РТВ — длинные и стройные.

Лапы
- ULV — овальные с длинными подвижными пальцами.
- DSX — слегка закруглённые с длинными пальцами.
- PTB — изящные и овальные с длинными пальцами.

Голова
- ULV — в форме удлинённого модифицированного клина. При взгляде сверху голова напоминает мягких очертаний пятиугольник, немногим более длинный, чем широкий. Лоб низкий, слабовыпуклый, переходит в плоский череп. Выраженные скулы и надбровные дуги придают голове угловатые очертания.
- DSX — клиновидная, с хорошо развитыми скулами и надбровьями. Лоб плоский, с множественными вертикальными складками.
- PTB — клиновидная. Клин начинается от мочки носа и расширяется прямыми линиями к ушам.

Профиль между носом и лбом
- ULV — профиль «ступенчатый». Линии спинки носа и верхней части головы практически параллельны. Нос неширокий, средней длины с заметным переходом (пологая ступенька) ко лбу на уровне глаз.
- DSX — нос средней длины, прямой переход ко лбу намечен.
- PTB — нос длинный и прямой, лоб плоский. Линия профиля слегка выпуклая.

Уши
- ULV — достаточно большие, широко и высоко поставленные. 1/2 — 1/3 верхняя часть уха округло загнута вперед и вниз, кончики ушей мягкие, закруглённые. Значительная часть украинских левкоев имеет обычные прямостоящие уши. Это левкои страйты.
- DSX — большие, с округлыми кончиками, поставлены высоко, слегка наклонены вперёд. Внешний край ушей продолжает вертикальное очертание головы. Расстояние между ушами не превышает ширины уха в основании.
- PTB — очень большие, широкие в основании, заострённые. Они поставлены так, чтобы продолжать линии клина.

Глаза
- ULV — большие, миндалевидной формы, чуть косо поставленные, нешироко открытые. Цвет глаз допускается любой, глубокий и насыщенный цвет предпочтительнее.
- DSX — средней величины, миндалевидные или овальные, поставлены под углом. Допустим любой цвет.
- PTB — миндалевидные, слегка косо поставлены, так что гармонируют с клиновидной формой головы. Цвет глаз — интенсивный зеленый, у колорпойнтов голубой, чем насыщеннее, тем лучше.

Окрас шерсти
- ULV — допускается любой. Тэбби не разделяются по образцу рисунка.
- DSX — признаются все окрасы.
- PTB — признаны все окрасы.

Вибриссы
- ULV — извитые, но могут отсутствовать или коротко обламываться.
- DSX — желательны.
- PTB — желательны.

Подбородок
- ULV — сильный, но не грубый. Мочка носа и нижняя точка подбородка образуют вертикальную линию.
- DSX — сильный.
- PTB — хорошо выраженный подбородок.

Мордочка
- ULV — округлая, с лёгким пинчем, составляет одну третью часть от всей длины головы.
- DSX — морда короткая, округлая, с развитыми подушечками вибрисс.
- PTB — морда узкая, хорошо выраженный подбородок находится в одной вертикальной плоскости с кончиком носа.

Кожа и шерсть
- ULV — шерсть полностью отсутствует, кожа избыточная, эластичная, образует складки на голове между ушами, над и под глазами, на шее, под мышками и в паху. Предпочтение отдается голым, но выставочные кошки первого этапа разведения могут быть с остаточным волосяным покровом на пойнтах или равномерно одетые короткой (1—5 мм) велюровой шерстью по всему телу. Для разведения также пригодны и необходимы особи вариации браш, имеющие более жёсткую извитую шерсть по всему телу с возможными участками облысения на голове, шее, спине, а также кошки с шерстью по типу мягкой извитой «синтетики».
- DSX — кожа эластичная, полностью лишена шерсти или покрыта невидимым пушком. Многочисленные складки на голове и животе. Лапы, хвост и морда молодых животных могут быть покрыты короткой шерстью, которая должна полностью исчезнуть к двум годам. Предпочтительны полностью голые животные.
- PTB — кожа нежная, подвижная, совершенно голая или покрыта лёгким пушком. Обильные складки на голове, меньше на теле. Наличие вибрисс желательно. Молодые животные могут иметь лёгкий остаточный шёрстный покров на конечностях, хвосте и морде, который должен полностью исчезнуть к двум годам. Полностью бесшёрстные животные предпочтительны.

## Выставки
С сентября 2010 года Международная фелинологическая система ICFA RUI предоставила левкоям право участвовать в Чемпионате Украины среди породистых кошек с возможностью присуждения им титула чемпиона, вплоть до еврочемпионов, а также возможность участия в конкурсах «Бест ин Шоу». Подобное право на участие Украинских левкоев в Чемпионатах породистых кошек России было дано фелинологической организацией WCA в России. 